# Dabo Swinney

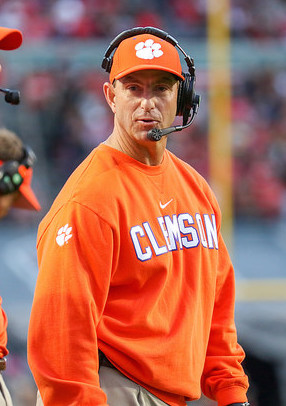
Dabo Swinney (2015)

William Christopher „Dabo“ Swinney (geboren am 20. November 1969 in Birmingham, Alabama) ist ein US-amerikanischer American-Football-Trainer. Er ist seit 2008 Head Coach der Clemson Tigers, des College-Football-Teams der Clemson University und gewann mit den Tigers zweimal das College Football Playoff National Championship Game.

## Karriere
Swinney wuchs in Pelham, Alabama, einem Vorort von Birmingham, auf und besuchte die University of Alabama. Er schloss sich als Walk-on der Alabama Crimson Tide an, erhielt 1990 ein Stipendium und spielte von 1989 bis 1992 für das Team als Wide Receiver. Insgesamt fing er sieben Pässe als Spieler der Crimson Tide und erzielte dabei 82 Yards Raumgewinn. In der Saison 1992 kam er in 12 von 13 Spielen zum Einsatz und gewann mit Alabama die nationale Meisterschaft im College Football. Nach dem Ende seiner Spielerkarriere unterstützte er ab 1993 als Graduate assistant das Trainerteam der Crimson Tide. In der Saison 1996 wurde Swinney Trainer für die Wide Receiver und Tight Ends, bevor er 1997 als Tight-End-Coach übernahm. Von 1998 bis 2000 war er nur für die Wide Receiver zuständig. Infolge der Entlassung von Head Coach Mike DuBose vor der Saison 2001 wurde der gesamte Trainerstab von Alabama entlassen, darunter auch Swinney.
Zur Saison 2003 ging Swinney als Assistenztrainer an die Clemson University, dort war er zunächst für die Wide Receiver der Clemson Tigers zuständig. Zudem erhielt er den Posten des Recruiting coordinators für die Rekrutierung von Spielern von der Highschool. Ab der Saison 2007 war er darüber hinaus Assistant Head Coach. Nach dem Rücktritt von Tommy Bowden als Head Coach wurde Swinney am 13. Oktober 2008 interimsweise zum neuen Hauptübungsleiter der Clemson Tigers ernannt. Unter Swinney verlor das Team sein erstes Spiel, konnte daraufhin aber vier der folgenden fünf Partien gewinnen und sich mit einer Bilanz von 7–5 zum zehnten Mal in Folge für ein Bowl Game qualifizieren. Am 1. Dezember 2008 ernannte die Clemson University Swinney fest zum neuen Head Coach und gab ihm einen Fünfjahresvertrag.
Auch in den beiden folgenden Spielzeiten führte Swinney die Tigers zum Einzug in ein Bowl Game. In der Saison 2011 gewannen die Clemson Tigers zum ersten Mal seit 1991 die Meisterschaft in der Atlantic Coast Conference (ACC). Seit 2011 holten die Tigers unter Swinneys Führung in jeder Saison mindestens zehn Siege. Nach der Saison 2013 unterschrieb Swinney einen neuen Vertrag bis 2021 bei den Tigers. In der Spielzeit 2015 zog das Team erstmals seit Einführung des neuen Meisterschaftsformates in das College Football Playoff National Championship Game ein, in dem man allerdings der Alabama Crimson Tide mit 40:45 unterlag. In der Saison 2016 stand man im Spiel um die nationale Meisterschaft erneut Alabama gegenüber, dieses Mal konnte man mit 35:31 gewinnen und damit zum zweiten Mal nach 1981 den Titel erringen. Swinney wurde sowohl 2015 als auch 2016 mit dem Bear Bryant Award als bester College-Football-Trainer der Saison ausgezeichnet. Diese Auszeichnung gewann er in der Saison 2018 erneut, zudem wurde ihm die Woody Hayes Trophy verliehen. In der Saison 2018 gewann Clemson zum zweiten Mal unter Swinney das National Championship Game. Im Jahr darauf stand man ein weiteres Mal im Finale, verlor aber gegen die LSU Tigers. Vor der Saison 2019 verlängerten die Tigers den Vertrag mit Swinney bis 2028.
Unter Swinney schafften es zum ersten Mal Spieler von Clemson in die Finalabstimmung zur Heisman Trophy. Die Quarterbacks Deshaun Watson und Trevor Lawrence belegten dabei 2016 bzw. 2020 jeweils den zweiten Platz.

## Persönliches
Swinney ist seit 1994 verheiratet und hat drei Söhne, von denen zwei Football für die Clemson Tigers spielen.